# Berserker (album)
Berkserker je jedanaesti studijski album švedskog sastava melodičnog death metala Amon Amarth. Diskografska kuća Metal Blade Records objavila ga je 3. svibnja 2019. Prvi je album s bubnjarom Jockeom Wallgrenom.

## Popis pjesama
Tekstovi: Johan Hegg. 
| 1.    | »Fafner's Gold«                        | 5:00 |
| 2.    | »Crack the Sky«                        | 3:49 |
| 3.    | »Mjölner, Hammer of Thor«              | 4:42 |
| 4.    | »Shield Wall«                          | 3:46 |
| 5.    | »Valkyria«                             | 4:43 |
| 6.    | »Raven's Flight«                       | 5:20 |
| 7.    | »Ironside«                             | 4:30 |
| 8.    | »The Berserker at Stamford Bridge«     | 5:13 |
| 9.    | »When Once Again We Can Set Our Sails« | 4:24 |
| 10.   | »Skoll and Hati«                       | 4:27 |
| 11.   | »Wings of Eagles«                      | 4:03 |
| 12.   | »Into the Dark«                        | 6:48 |
| 56:45 |                                        |      |

## Zasluge
Amon Amarth
- Ted Lundström – bas-gitara
- Olavi Mikkonen – gitara
- Johan Hegg – vokal
- Johan Söderberg – gitara
- Jocke Wallgren – bubnjevi

Dodatni glazbenici
- Javier Reyes – akustična gitara (na pjesmi "Fafner's Gold")